# Kühwegboden
Kühwegboden je naselje občine Šmohor - Preseško jezero v okraju Šmohor na Koroškem v Avstriji.